# Marbache
Marbache est une commune française située dans le département de Meurthe-et-Moselle, en région Grand Est.

## Géographie
Marbache se trouve sur le plateau lorrain son altitude varie de 181 m à 361 m.
|           | Belleville | Millery  |
| Saizerais | Marbache   | Custines |
|           | Pompey     |          |

## Urbanisme

### Typologie
Au 1er janvier 2024, Marbache est catégorisée bourg rural, selon la nouvelle grille communale de densité à sept niveaux définie par l'Insee en 2022.
Elle appartient à l'unité urbaine de Nancy, une agglomération intra-départementale regroupant 28  communes, dont elle est une commune de la banlieue,,. Par ailleurs la commune fait partie de l'aire d'attraction de Nancy, dont elle est une commune de la couronne,. Cette aire, qui regroupe 353 communes, est catégorisée dans les aires de 200 000 à moins de 700 000 habitants,.

### Occupation des sols
L'occupation des sols de la commune, telle qu'elle ressort de la base de données européenne d’occupation biophysique des sols Corine Land Cover (CLC), est marquée par l'importance des forêts et milieux semi-naturels (80,5 % en 2018), une proportion sensiblement équivalente à celle de 1990 (80,6 %). La répartition détaillée en 2018 est la suivante : forêts (73,8 %), zones urbanisées (9,8 %), milieux à végétation arbustive et/ou herbacée (6,8 %), terres arables (5 %), zones agricoles hétérogènes (2,3 %), eaux continentales (2 %), zones industrielles ou commerciales et réseaux de communication (0,2 %), zones humides intérieures (0,1 %). L'évolution de l’occupation des sols de la commune et de ses infrastructures peut être observée sur les différentes représentations cartographiques du territoire : la carte de Cassini (XVIIIe siècle), la carte d'état-major (1820-1866) et les cartes ou photos aériennes de l'IGN pour la période actuelle (1950 à aujourd'hui).

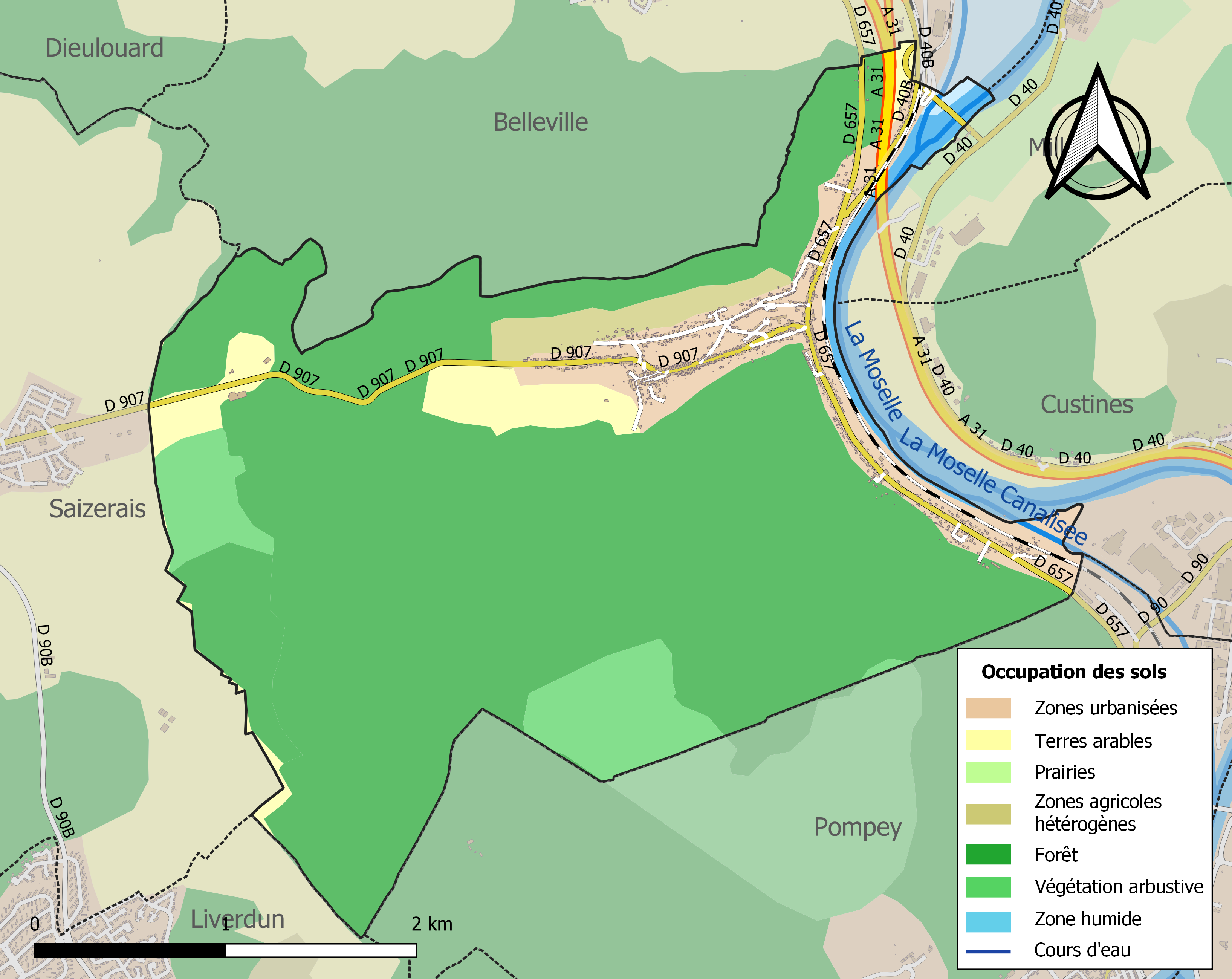
Carte des infrastructures et de l'occupation des sols de la commune en 2018 (CLC).

## Hydrographie
Marbache se situe au bord de la Moselle quelques kilomètres après le point de confluence entre la Meurthe et la Moselle. Le village est traversé par un ruisseau appelé la Breville ; celui-ci ce jette directement dans la Moselle.
Le village possède également un étang, non loin de la Gargouillotte. Celui-ci fut racheté en 2018 par la mairie de Marbache dans le but de le réaménager et donner un nouveau lieu plaisant aux habitants du village.

## Géologie
Marbache se situe sur un plateau calcaire, (présence de Bajocien).
Présence aussi :
De Complexe à bancs gréseux.
De Bâlin.
De Calcaires à Polypiers.
De Oolithe blanche.
De Toarcien.
De Marnes à septarias.

### Hydrographie
La commune est dans le bassin versant du Rhin au sein du bassin Rhin-Meuse. Elle est drainée par la Moselle et la Moselle canalisée,.
La Moselle, d'une longueur totale de 560 kilomètres dont 314 kilomètres en France, prend sa source dans le massif des Vosges au col de Bussang et se jette dans le Rhin à Coblence en Allemagne. Les caractéristiques hydrologiques de la Moselle sont données par la station hydrologique située sur la commune de Custines. Le débit moyen mensuel est de 109 m3/s. Le débit moyen journalier maximum est de 1 740 m3/s, atteint lors de la crue du 10 avril 1983. Le débit instantané maximal est quant à lui de 2 000 m3/s, atteint le même jour.
la Moselle canalisée est un canal, chenal non navigable de 135 km qui relie la commune de Dieulouardà celle de Kœnigsmacker où il se jette dans la Moselle. 

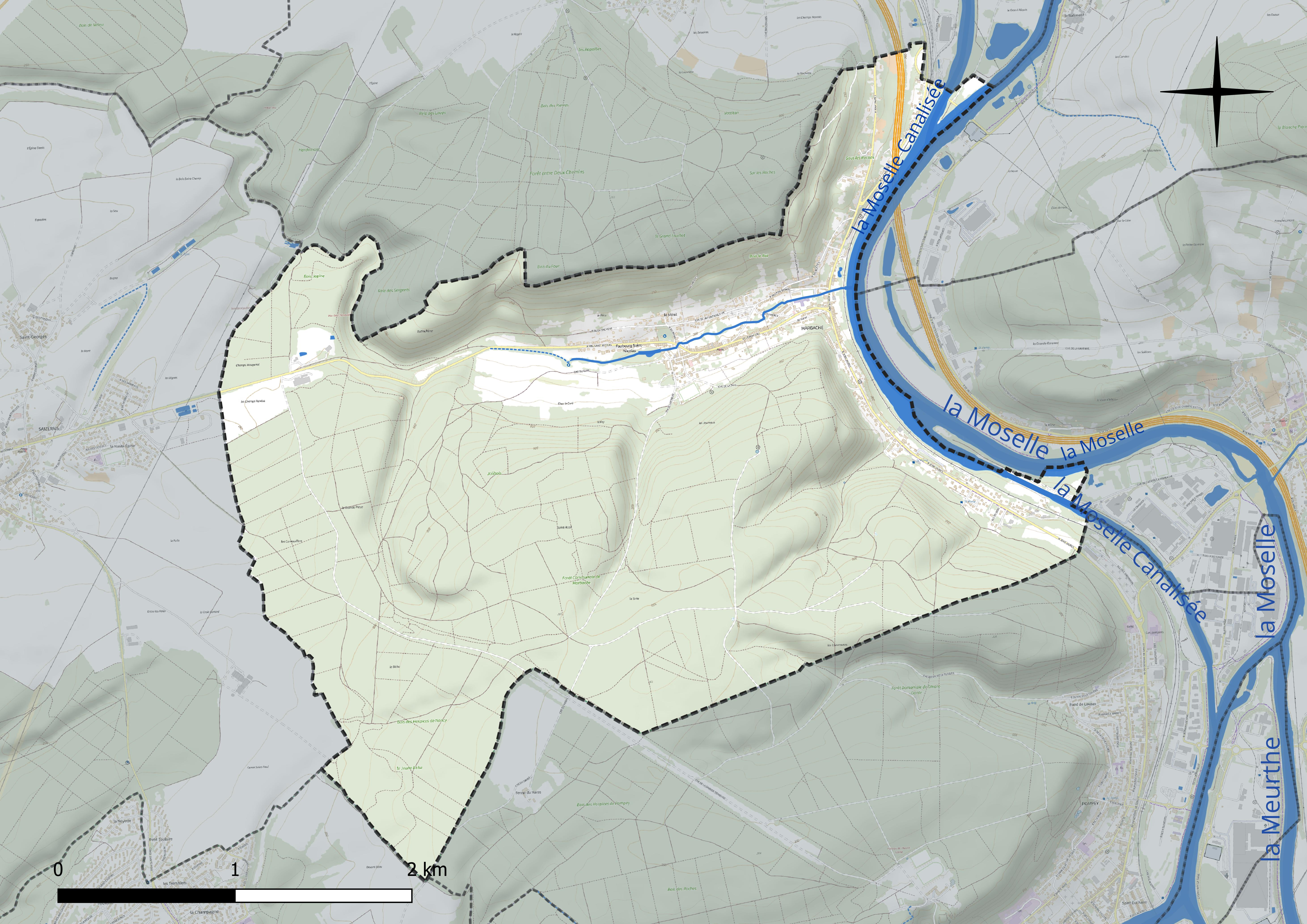
Réseau hydrographique de Marbache.

### Climat
Pour des articles plus généraux, voir Climat du Grand Est et Climat de Meurthe-et-Moselle.
En 2010, le climat de la commune est de type climat des marges montargnardes, selon une étude du Centre national de la recherche scientifique s'appuyant sur une série de données couvrant la période 1971-2000. En 2020, Météo-France publie une typologie des climats de la France métropolitaine dans laquelle la commune est exposée à un climat semi-continental et est dans la région climatique  Lorraine, plateau de Langres, Morvan, caractérisée par un hiver rude (1,5 °C), des vents modérés et des brouillards fréquents en automne et hiver. 
Pour la période 1971-2000, la température annuelle moyenne est de 9,9 °C, avec une amplitude thermique annuelle de 17 °C. Le cumul annuel moyen de précipitations est de 846 mm, avec 12,9 jours de précipitations en janvier et 8,9 jours en juillet. Pour la période 1991-2020, la température moyenne annuelle observée sur la station météorologique de Météo-France la plus proche, « Nancy-Essey », sur la commune de Tomblaine à 15 km à vol d'oiseau, est de 11,0 °C et le cumul annuel moyen de précipitations est de 746,3 mm. 
La température maximale relevée sur cette station est de 40,1 °C, atteinte le 24 juillet 2019 ; la température minimale est de −24,8 °C, atteinte le 21 février 1956,,. 
Les paramètres climatiques de la commune ont été estimés pour le milieu du siècle (2041-2070) selon différents scénarios d'émission de gaz à effet de serre à partir des nouvelles projections climatiques de référence DRIAS-2020. Ils sont consultables sur un site dédié publié par Météo-France en novembre 2022.

## Toponymie
Anciennement mentionné : Manrwogiaca (765), ; Ecclesia in Merbechia in comitatu Scarponinsi (896) ; Marbagium (1065) ; Allodium de Marbage (1181) ; De Barbage (1196) ; Marbaches (1268) ; Merbage (1272) ; Merbache, Merbaiche (1333) ; Marbaiche (1365) ; Marbechia, Merbechiæ (1402) ; Marbaches, Marbeches, Marbesthe, Marbesthes (1441) ; Marbeche (1500) ; Marbache (1793),.
Marbache est le nom romanisé du ruisseau, dont a hérité le village.

D'après Albert Dauzat : composé du germanique marah (autre nom du cheval) et bach (ruisseau), d’où le sens global de « ruisseau du cheval ».

D'après Ernest Nègre, il s'agit d'un toponyme germanique composé de mari « mare, étang, lac » + bach (ruisseau), passé dans la langue romane.
Si les formes les plus anciennes sont exactes, elles sont incompatibles avec ces explications.

## Histoire
L'origine de Marbache n'est pas clairement établie historiquement. D'après Hans Witte (de), Marbache est un ancien isolat germanophone, qui fut romanisé au Xe siècle.

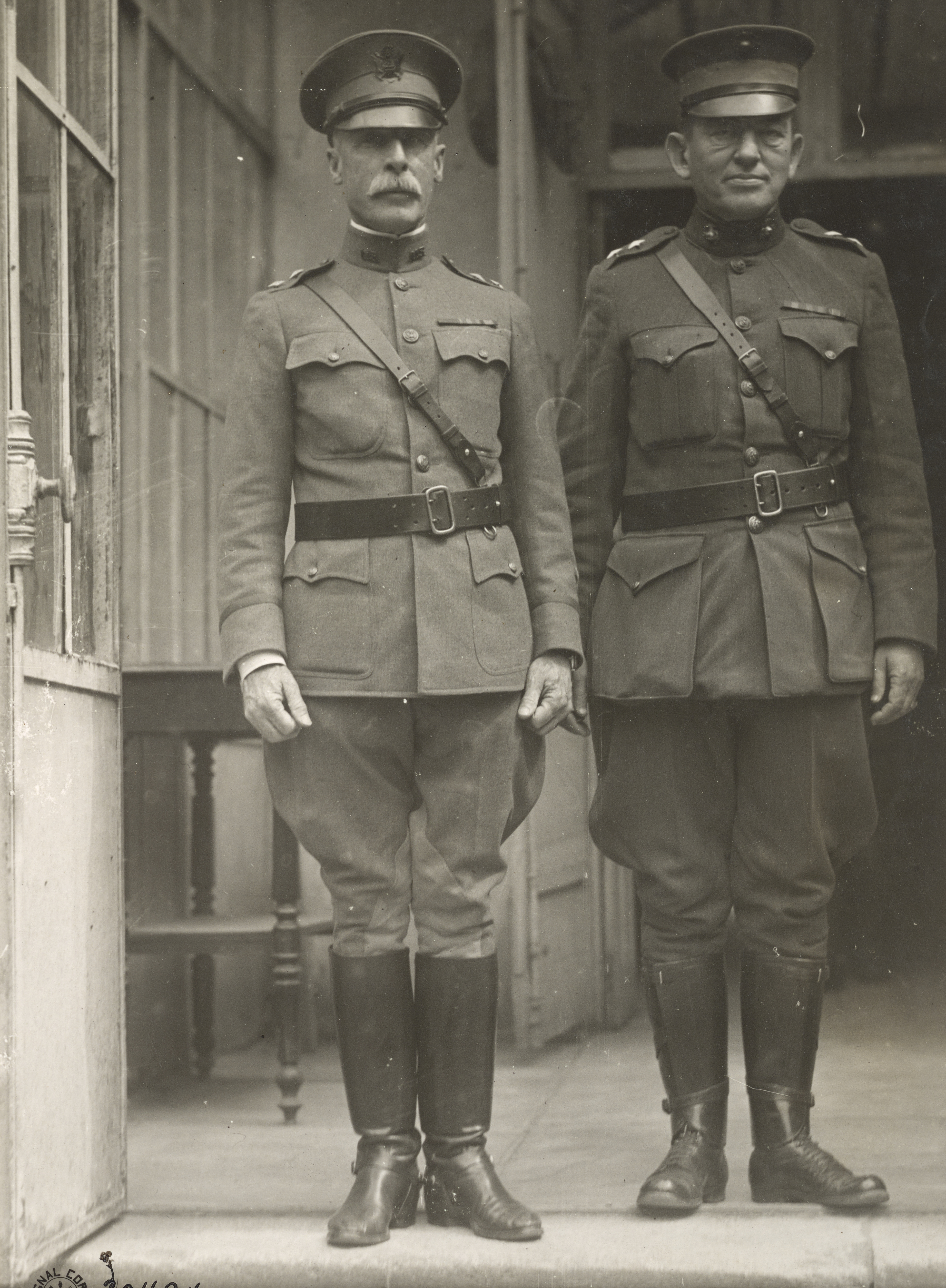
En 1918 les commandants de la 2e division d'infanterie Omar Bundy et John Archer Lejeune à Marbache.

Un écrit d'Arnald, évêque de Toul (872-895), évoque l'achat de fermes dans les environs, dont celle de Marbache ainsi que de son église : c'est la première notification écrite de l'existence du village.
L'ordre des Prémontrés fit l'acquisition en 1134 de deux moulins au sein de la commune, donnant naissance à l'endroit appelé de nos jours le Ménil (dérivé de sa forme primitive, le Mény).
La prospérité du village fut assurée en 1854 après la découverte de façon accidentelle, lors des travaux pour la ligne de chemin de fer entre Nancy et Metz, d'un gisement de fer. La mine fonctionnera le temps de sa concession jusqu'en 1957, à la suite de quoi celle de Dieulouard prendra le relais notamment pour des raisons de praticité d'extraction.

## Politique et administration
| Période                                  | Période      | Identité                                            | Étiquette | Qualité                                                                             |
| ---------------------------------------- | ------------ | --------------------------------------------------- | --------- | ----------------------------------------------------------------------------------- |
| Les données manquantes sont à compléter. |              |                                                     |           |                                                                                     |
| mars 1983                                | mars 2001    | Pierre Miquel                                       |           | Maire honoraire (Arrêté préfectoral du 19 avril 2001)                               |
| mars 2001                                | mars 2008    | Michel Beugin                                       |           |                                                                                     |
| mars 2008                                | avril 2014   | Éric Paillet                                        |           |                                                                                     |
| avril 2014                               | octobre 2014 | Patricia Henck                                      |           | La démission de douze conseillers municipaux en août provoque une nouvelle élection |
| octobre 2014                             | En cours     | Jean-Jacques Maxant, Réélu pour le mandat 2020-2026 |           | Ancien employé                                                                      |

## Population et société

### Démographie
L'évolution du nombre d'habitants est connue à travers les recensements de la population effectués dans la commune depuis 1793. Pour les communes de moins de 10 000 habitants, une enquête de recensement portant sur toute la population est réalisée tous les cinq ans, les populations de référence des années intermédiaires étant quant à elles estimées par interpolation ou extrapolation. Pour la commune, le premier recensement exhaustif entrant dans le cadre du nouveau dispositif a été réalisé en 2008.

En 2022, la commune comptait 1 671 habitants, en évolution de −2,51 % par rapport à 2016 (Meurthe-et-Moselle : −0,13 %, France hors Mayotte : +2,11 %).
| 1793 | 1800 | 1806 | 1821 | 1831 | 1836 | 1841 | 1846 | 1851 |
| ---- | ---- | ---- | ---- | ---- | ---- | ---- | ---- | ---- |
| 395  | 503  | 567  | 620  | 666  | 683  | 673  | 702  | 739  |

| 1856 | 1861 | 1872 | 1876  | 1881  | 1886  | 1891  | 1896  | 1901  |
| ---- | ---- | ---- | ----- | ----- | ----- | ----- | ----- | ----- |
| 689  | 707  | 919  | 1 172 | 1 210 | 1 058 | 1 107 | 1 223 | 1 151 |

| 1906  | 1911  | 1921  | 1926  | 1931  | 1936  | 1946  | 1954  | 1962  |
| ----- | ----- | ----- | ----- | ----- | ----- | ----- | ----- | ----- |
| 1 088 | 1 234 | 1 276 | 1 332 | 1 455 | 1 387 | 1 380 | 1 575 | 1 632 |

| 1968  | 1975  | 1982  | 1990  | 1999  | 2006  | 2008  | 2013  | 2018  |
| ----- | ----- | ----- | ----- | ----- | ----- | ----- | ----- | ----- |
| 1 683 | 1 751 | 1 768 | 1 808 | 1 717 | 1 757 | 1 768 | 1 730 | 1 694 |

| 2022  | - | - | - | - | - | - | - | - |
| ----- | - | - | - | - | - | - | - | - |
| 1 671 | - | - | - | - | - | - | - | - |

### Enseignement
Le village possède un groupe scolaire comprenant une maternelle et une primaire. En 2011, l'établissement est nommé groupe scolaire Pierre-Miquel d'après le nom du maire de 1983 à 2001.

## Économie
Marbache possède comme commerce une boulangerie, un bar-tabac, une pharmacie ainsi qu'un salon de coiffure, une maison médicale et une médiathèque.

## Culture locale et patrimoine

### Lieux et monuments
- Église Saint-Gengoult, XIXe siècle.
- Chapelle de la Vierge-aux-Pauvres, construite en 1955, Dominique-Alexandre Louis pour l'architecture et François Chapuis pour les vitraux. Elle est labellisée Architecture contemporaine remarquable.

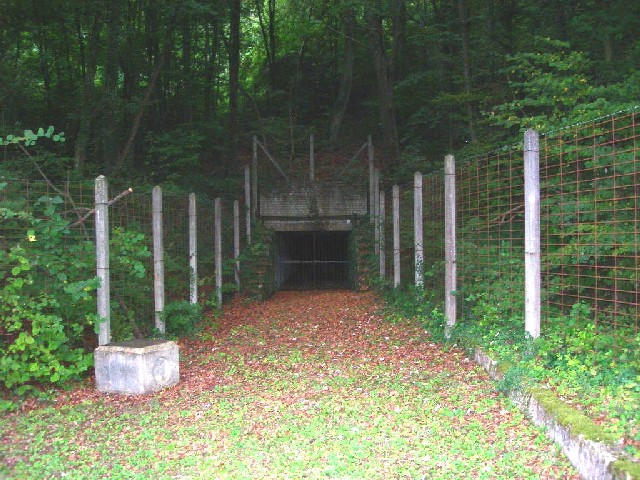
Entrée actuelle de la mine de Marbache.
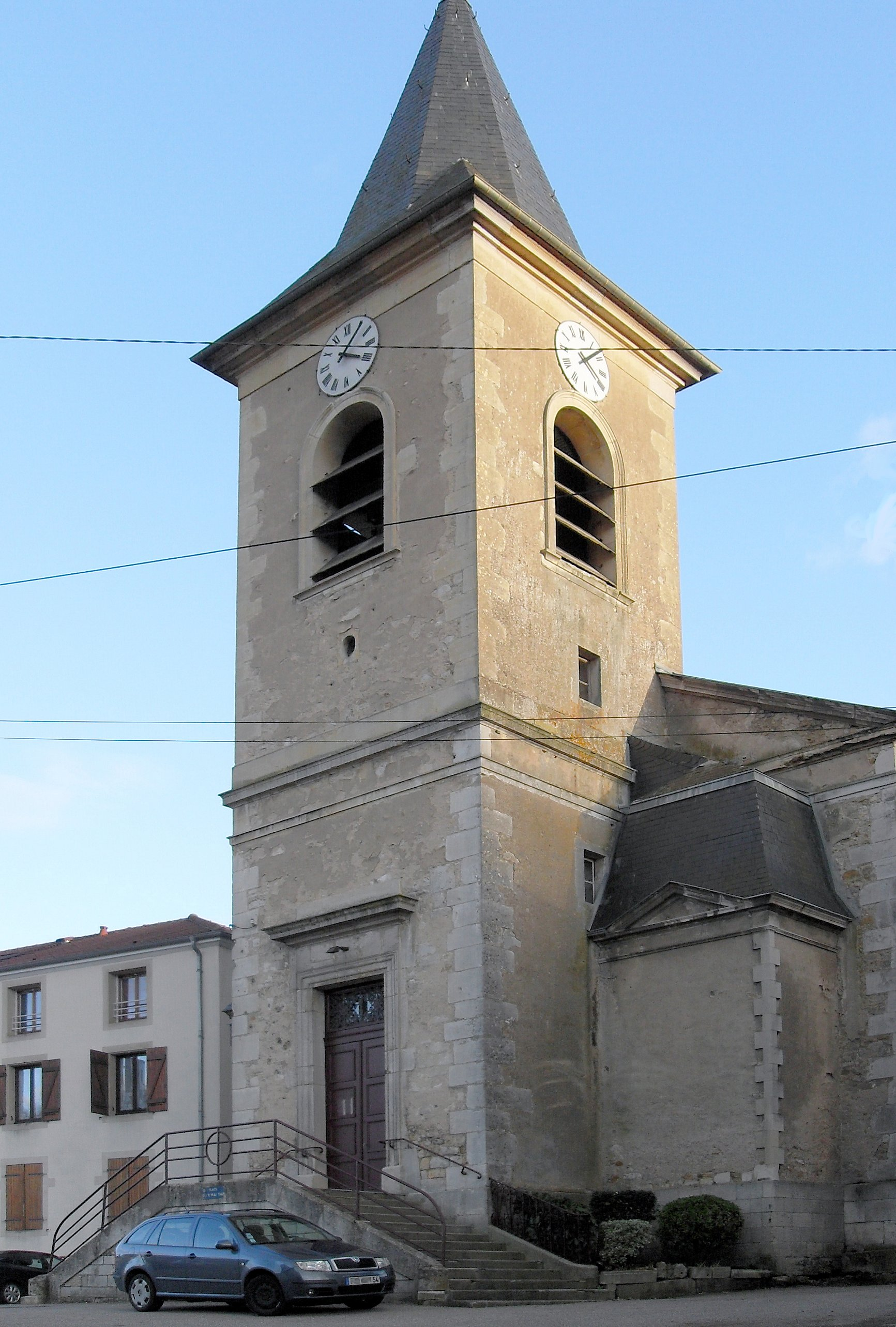
Église Saint-Gengoult.
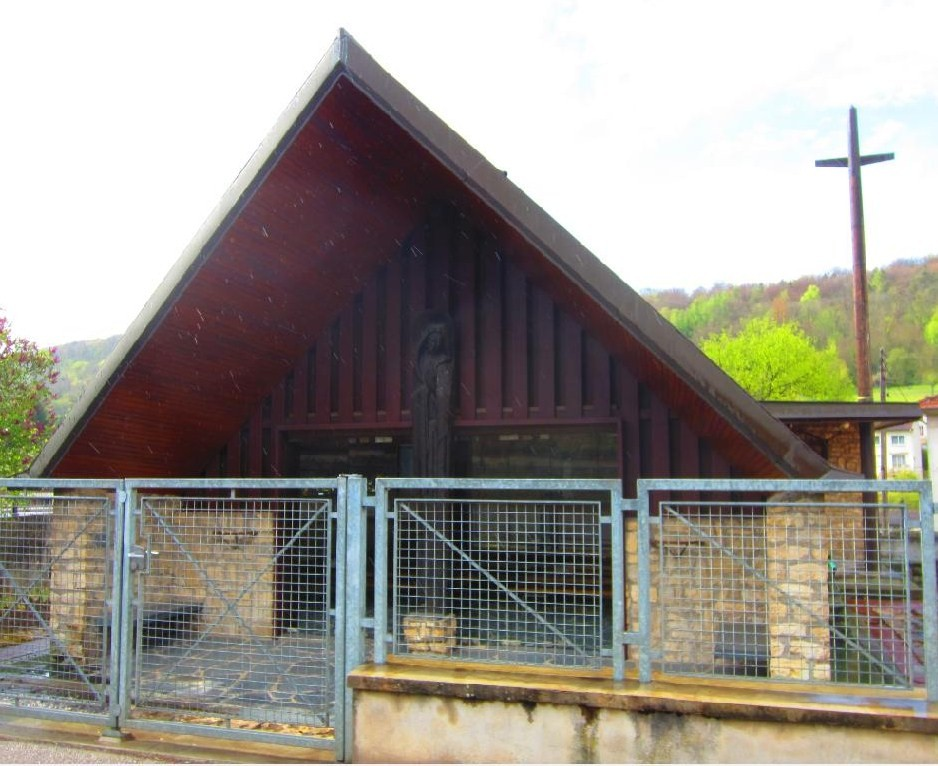
Chapelle de la Vierge-aux-Pauvres de Marbache.

### Héraldique
| Blason de Marbache | Blason  | Blasonnement : d'or à la cotice ondée d'azur, accompagnée en chef d'une porte soudée d'argent, ouverte et ajourée de sable, essorée de gueules, et en pointe d'une roue de moulin aussi de sable. |
| Blason de Marbache | Détails | Le statut officiel du blason reste à déterminer. |